# 広島県立久井高等学校
広島県立久井高等学校（ひろしまけんりつ くい こうとうがっこう）は、広島県三原市久井町羽倉に2010年3月末で廃校となった全日制の県立高校である。
なお、事務（証明書類の発行等）継承校は広島県立三原高等学校である。

## 沿革
- 1933年 - 私立「公民中学」が創立
- 1944年 - 三か村組合立久羽坂青年学校が設立される
- 1948年 - 広島県御調農業高等学校久羽坂分校開校（定時制の農業科と生活科を設置）
- 1948年 - 広島県御調農業高等学校久羽坂分校に改称
- 1953年 - 黒郷地区へ移転（現・三原市久井支所所在地）
- 1955年 - 広島県御調高等学校久羽坂分校に改称
- 1956年 - 現在地へ移転する
- 1965年 - 生活科を家政科に改称
- 1966年 - 農業科と家政科の募集を停止 普通科を設置
- 1968年 - 定時制を廃止し、全日制高校となる。
- 1978年 - 広島県立久井高等学校として分離独立
- 2008年 - 生徒募集を停止
- 2010年 - 廃校